# 水飴
水飴（日语：／ Mizuame */?），是源自日本的一種糖漿，特徵是外觀透明如水、呈黏稠膏狀，由發芽米磨成的澱粉制作，也可使用麥芽做成水麥芽（麥芽水飴）。
水饴的傳統製作方法与麥芽糖一致，利用發芽米或麥粒中的澱粉酶把澱粉分解變成糖份而得到糖漿。現代大量生產的水飴則被采用類似玉米糖浆的生產方法，用酸來水解澱粉。

## 主要成分
由發芽米或麥芽澱粉製成，也常用其他澱粉含量較高之玉米粉、樹薯粉為原料。

## 用途
水飴是製作和菓子的主要材料，用來為點心提供光澤色彩或模擬蜜糖的味道；有時也作為砂糖的代替品，在部份日式照燒醬中用於增添甜味和增稠的材料。